# John Turton Randall
John Turton Randall, britanski fizik in biofizik, * 23. marec 1905, † 16. junij 1984.
S svojimi raziskavami je pripomogel k razvoju radarja in mikrovalovne pečice. 